# Fort Peck (brana)
Fort Peck Dam je brana u SAD-u na rijeci Missouri u sjeveroistočnoj Montani, duga oko 6,5 kilometara i visoka 76 metara, jedna od najvećih na svijetu. 
Branu je izgradila (1933. – 1940.) Američka vojska radi kontrole poplava. Značajna je za navodnjavanje, a njenom izgradnjom nastalo je jedno od najvećih umjetnih jezera u SAD-u, Fort Peck, dugo 304 kilometra, koje je postalo važno rekreacijsko područje na Sjevernoj velikoj preriji.

## Vanjske poveznice
- Fort Peck Dam